# HMS Dragon (D35)
El HMS Dragon (D35) es uno de los seis destructores Tipo 45 de la Royal Navy. Fue colocada su quilla en 2005, fue botado su casco en 2008 y fue asignado en 2012.

## Construcción
El HMS Dragon es el cuarto de los seis destructores Tipo 45 construidos por BAE Systems Surface Ships. Fue colocada su quilla en 2005, fue botado su casco en noviembre de 2008 y fue asignado en abril de 2012.

## Historial de servicio

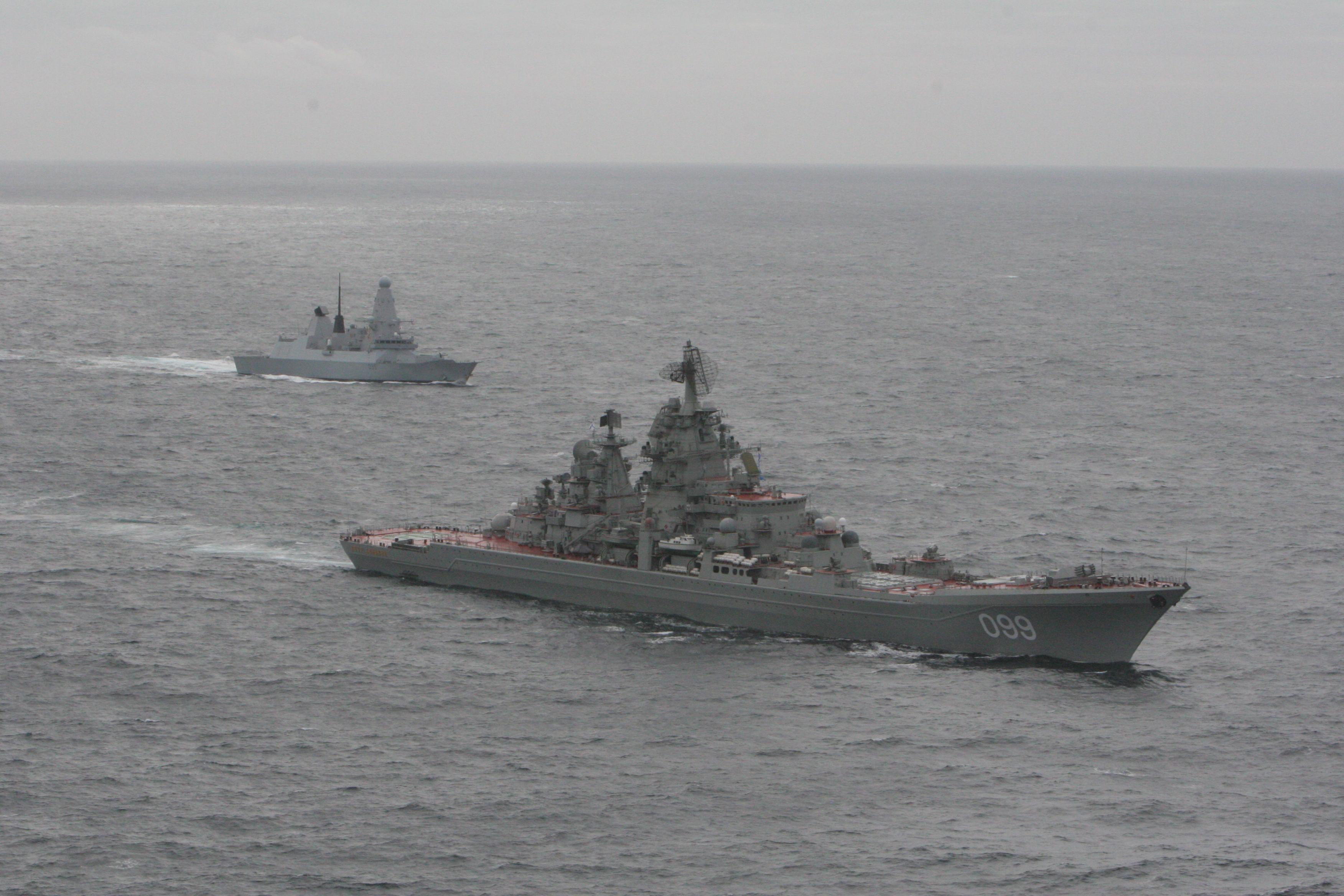
En primer plano el crucero ruso Pyotr Velikiy (Pedro el Grande) escoltado por el HMS Dragon (al fondo) frente a las costas del Reino Unido en mayo de 2014.

El Dragon será sometido al Programa de mejora de energía (PIP).